# Crossa

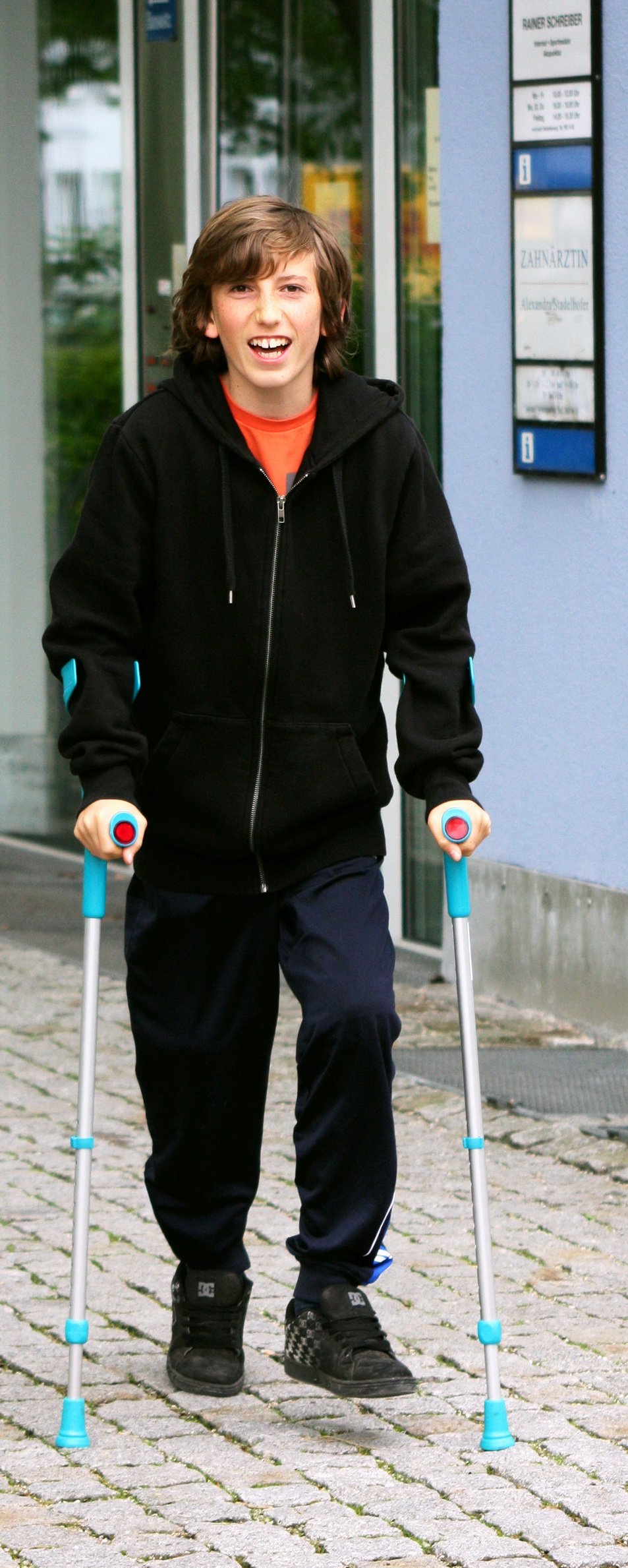
Un jove camina amb dues crosses d'alumini.

La crossa, clossa, o muleta és un suport per al cos humà dissenyat amb el propòsit d'assistir el caminar quan una de les extremitats inferiors requereix un suport addicional durant el desplaçament, comunament quan l'ésser humà pateix algun tipus d'incapacitat per caminar amb alguna d'aquestes.
Generalment l'ús de les crosses és en parells, per a facilitar el caminar de l'individu i tenir dos punts de suport per al cos.

## Parts
Les crosses han de ser prou fortes per a suportar el pes del cos, i poden ser de fusta, metall o un altre material. Encara que originalment han estat fabricades amb fusta, la fabricació en alumini ha estat preferida per les seves característiques de lleugeretat i resistència.
La part superior serveix perquè descansi l'aixella, la qual generalment aquesta folrada amb un matalàs perquè no malmeti aquesta amb el pes del cos, a més a la part mitjana de la crossa té un suport per a sostenir la mà i alleugerir el pes sobre l'aixella.
El cap inferior generalment porta una coberta d'algun material com el cautxú, la qual cosa serveix per a ajudar a prevenir el relliscament, per a evitar de maltractar superfícies, reduir soroll i afegir amortiment.
Les crosses també són conegudes com a bastons anglesos.

### Varietats i ajustaments
La mida d'algunes crosses pot ser ajustable. També hi ha crosses específicament dissenyades per a nens.